# Ugglan (stjärnbild)
Ugglan, (Noctua på latin), var en liten och ljussvag stjärnbild på ekliptikan i gränsområdet mellan Vågen och Vattenormen.
Den ersatte stjärnbilden Turdus Solitarius i den brittiske amatörastronomen Alexander Jamiesons A Celestial Atlas ( 1822). Jamieson menade att ugglan bättre borde ha en plats på stjärnhimlen. Ugglan förekom också i 1848 års upplaga av Elijah H. Burritts Atlas, som var bilaga till Burrits verk The Geography of the Heavens. Ugglan blev dock inte långlivad på himlen.

## Stjärnor
Ugglans stjärnor återfinns på den moderna stjärnhimlen i stjärnbilderna Vågen, Vattenormen och Jungfrun. Stjärnbilden innehöll flera någorlunda ljusstarka stjärnor.
- Brachium – Sigma Librae är en röd jättestjärna av magnitud 3,21. Den var stjärnbildens ljusstarkaste stjärna.[5]
- Pi Hydrae är en orange stjärna på väg att utvecklas till jättestjärna. Dess magnitud är 3,28.[6]